# 2002年6月巴勒斯坦政府
2002年6月巴勒斯坦政府是巴勒斯坦历史上的第三届内阁，于2002年6月改组成立，内阁成员共计21人。

## 简介
本届政府是在对前一届政府改组后成立的。
新一届政府内阁新增设了自然资源部，取消了原政府内阁当中的非政府组织部、环境部、议会事务部以及没有具体职务的国务部长职位。原文化艺术部与新闻部合并成立新闻文化部；教育部与高等教育部合并为教育部；被俘人员事务部被并入到社会事务部；伯利恒2000年项目部并入旅游与考古部；公共工程部并入住房部；贸易与经济部和工业部合并，设立新的经济、贸易和工业部；交通部与电信部合并，称电信交通部。

## 内阁成员
本届内阁改组后，较之上一届内阁增加了5名新任内阁部长，内阁成员变为21人。
| 内阁成员             | 负责内阁部门                  | 所属政治派别     |
| 亚西尔·阿拉法特      | 内阁总理/宗教基金与宗教事务部 | 法塔赫           |
| 萨拉姆·法耶兹        | 财政部                        | 独立人士         |
| 阿卜杜·拉扎克·叶海亚 | 内政部                        | 独立人士         |
| 亚西尔·阿比德·拉布   | 新闻文化部                    | 巴勒斯坦民主联盟 |
| 里亚德·扎农          | 卫生部                        | 法塔赫           |
| 马希尔·马斯里        | 贸易与经济部                  | 法塔赫           |
| 因提萨尔·瓦齐尔      | 社会事务部                    | 法塔赫           |
| 纳伊姆·阿布·胡姆斯   | 教育部                        | 法塔赫           |
| 阿卜杜·拉赫曼·哈马德 | 自然资源部                    | 巴勒斯坦民主联盟 |
| 易卜拉欣·达赫马      | 财政部                        | 独立人士         |
| 阿卜杜·拉赫曼·哈马德 | 供给部                        | 独立人士         |
| 纳贝尔·卡西斯        | 旅游与考古部                  | 独立人士         |
| 伊马德·法卢吉        | 电信交通部                    | 法塔赫           |
| 穆罕默德·侯赛因      | 宗教基金与宗教事务部          | 独立人士         |
| 纳比勒·沙阿斯        | 计划与国际合作部              | 法塔赫           |
| 拉菲克·纳特谢        | 农业部                        | 法塔赫           |
| 阿里·卡瓦斯迈        | 青年与体育部                  | 独立人士         |
| 米特里·阿布·艾塔     | 电信交通部                    | 法塔赫           |
| 贾米勒·塔里菲        | 民事事务部                    | 法塔赫           |
| 卡桑·哈提卜          | 劳工部                        | 巴勒斯坦人民党   |
| 阿扎姆·艾哈迈德      | 住房部                        | 法塔赫           |
|                      |                               |                  |

另外，萨里·努赛贝被任命为耶路撒冷委员会书记。